# Craig Ruperra Motte
Craig Ruperra Motte är ett slott i Storbritannien.   Det ligger i kommunen Caerphilly och riksdelen Wales, i den södra delen av landet, 210 km väster om huvudstaden London. Craig Ruperra Motte ligger 163 meter över havet.
Terrängen runt Craig Ruperra Motte är platt åt sydost, men åt nordväst är den kuperad. Runt Craig Ruperra Motte är det tätbefolkat, med 636 invånare per kvadratkilometer. Närmaste större samhälle är Cardiff, 11,1 km söder om Craig Ruperra Motte. Trakten runt Craig Ruperra Motte består i huvudsak av gräsmarker.